# Franz Folliot de Crenneville

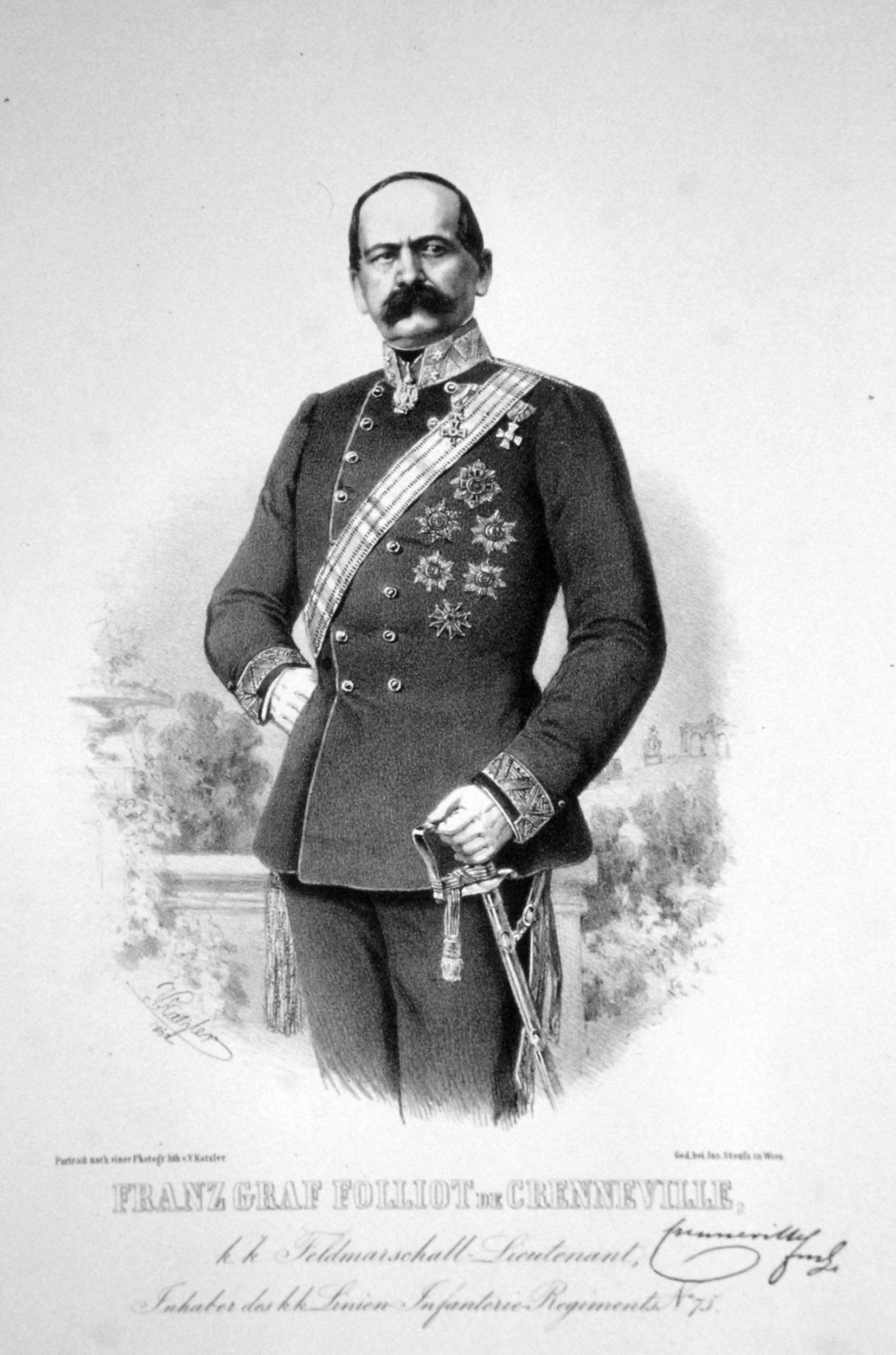
Franz Folliot de Crenneville in 1862

Franz Folliot de Crenneville (Sopron, 22 maart 1815 - Gmunden, 22 juni 1888), was een Oostenrijks feldzeugmeister (artillerie-generaal).

## Biografie
Folliot de Crenneville was de zoon van Louis Charles Folliot de Crenneville, een Franse edelman die sinds de Franse Revolutie in het Oostenrijkse leger diende. Franz Folliot de Crenneville trad ook toe tot het Oostenrijkse leger en maakte er snel carrière.
In 1857 werd hij bevorderd tot veldmaarschalk-luitenant en werd hij divisie-generaal in Kolozsvár (Transsylvanië) en Kroatië. Nadien blonk hij onder andere uit op de Slag bij Solferino, waarna hij tot geheimraad en eerste adjudant-generaal van de keizer werd benoemd. In 1860 werd hij gouverneur van Zevenburgen tot 1867, toen het integraal deel ging uitmaken van het koninkrijk Hongarije en zijn ambt werd afgeschaft.
Na zijn benoeming tot feldzeugmeister in 1867 trok hij zich terug uit militaire dienst en werd hij door keizer Frans Jozef tot opperste kamerheer benoemd. In die hoedanigheid legde hij zich toe op de reorganisatie van de keizerlijke kunstverzamelingen en was hij verantwoordelijk voor het toekennen van reisbeurzen voor jonge kunstenaars. De graaf was drager van verschillende onderscheidingen, zoals ridder in de Orde van het Gulden Vlies (1867) en drager van het grootkruis in de Oostenrijkse Leopoldsorde (1860).
Na zijn pensioen in 1884 leefde hij in zijn bergkasteel bij Gmunden en legde hij zich toe op de studie van de geschiedenis van deze stad. Vanaf 1887 was zijn officiële familienaam Folliot de Crenneville-Poutet, nadat de familienaam van zijn overleden moeder barones Victoria de Poutet met toestemming van de keizer aan zijn naam werd toegevoegd. Folliot de Crenneville was getrouwd met Hermine Chotek von Chotkow und Wognin.